# Stade de la Beaujoire
Stade de la Beaujoire (normalt bare kendt som La Beaujoire) er et stadion i Nantes i Frankrig, der bliver brugt til såvel fodbold som rugby. Stadionet er hjemmebane for Ligue 1-klubben FC Nantes. Det har plads til 38.285 tilskuere, og alle pladser er siddepladser.

## Historie
Stade de la Beaujoire blev indviet i 1984, og gennemgik en renovering op til VM i fodbold 1998. Her lagde stadionet græs til seks kampe, blandt andet den i Danmark legendariske kvartfinale mellem Brasilien og Danmark, der endte med en 3-2 sejr til brasilianerne.